# Karl Wilhelm Dove
Karl Wilhelm Dove (Tubinga, 12 novembre 1863 – Jena, 30 luglio 1922) è stato un geografo, meteorologo ed esploratore tedesco.
Figlio di un docente di diritto canonico all'Università Georg-August di Gottinga e nipote del meteorologo e fisico Heinrich Wilhelm Dove, seguì le orme del nonno studiando, dal 1883 al 1888 fisica, geografia ed economia politica presso le università di Gottinga e di Friburgo in Brisgovia.
Insegnante universitario a Jena e a Friburgo in Brisgovia, studiò l'Africa sud-occidentale e la visitò con un viaggio durato due anni, dal 1892 al 1894.
Fu anche discreto economista e intuì per primo la tragica situazione economica africana.

## Opere
- Wirtschaftsgeographie von Afrika